# Protestantismus auf Kuba
Die Anhänger des Protestantismus bilden auf Kuba eine kleine Minderheit. 1998 wurde ihr Bevölkerungsanteil auf etwa 5 % geschätzt, das wären etwa 550.000 kubanische Protestanten.
Bevor Fidel Castro 1959 an die Macht kam, war der Protestantismus eine verschwindend kleine Minderheit. In den folgenden Jahrzehnten „bevorzugte“ die Regierung protestantische Kirchen zwischenzeitlich insofern gegenüber der katholischen Kirche, als ihre Tätigkeit weniger beschränkt wurde als die katholische Kirche. Denn sie hielten sich – anders als die katholische Kirche – mit Stellungnahmen zu politischen und gesellschaftlichen Fragen in der Regel zurück.
Die stärkste Gruppe der Protestanten in Kuba stellen die Kirchen und Gemeinden der Pfingstbewegung, unter ihnen als größte die Asambleas de Dios de Cuba mit schätzungsweise 150.000 Mitgliedern. Die zweitgrößte Konfession sind die vier Kirchen der Baptisten mit insgesamt gut 100.000 Mitgliedern. Den Baptisten haben sich insbesondere viele einstige Anhänger der Santería angeschlossen. Weitere größere Kirchen sind – mit den jeweiligen  Mitgliederzahlen 2018 – die Zeugen Jehovas (96.000), die Methodisten (50.000), die Siebenten-Tags-Adventisten (mindestens 35.000), die Presbyterianer (25.000) und die Anglikaner (22.000).
In Kuba besteht nach wie vor keine Religionsfreiheit. Allerdings hat der Druck auf die Christen und ihre Kirchen seit dem Ende der Sowjetunion nachgelassen. Eine Reihe von Verboten und Einschränkungen der Ausübung der Religion wurden aufgehoben. Die Repression wurde durch Willkür ersetzt: Wer sich heute öffentlich als Christ bekennt, wird nicht mehr systematisch benachteiligt, sondern „nur“ von Fall zu Fall – oder gar nicht.